# American Madness
American Madness is een Amerikaanse dramafilm uit 1932 onder regie van Frank Capra. De film werd destijds in Nederland uitgebracht onder de titel Een run op de nationale bank.

## Verhaal
Tijdens de Grote Depressie wil de bestuursraad van de Thomas Dickson's Bank dat Dickson fuseert met de New York Trust en zelf aftreedt. Dickson weigert dat en niet veel later wordt de bank beroofd van 100.000 dollar.

## Rolverdeling
| Acteur                 | Personage   |
| ---------------------- | ----------- |
| Walter Huston          | Dickson     |
| Pat O'Brien            | Matt        |
| Kay Johnson            | Mw. Dickson |
| Constance Cummings     | Helen       |
| Gavin Gordon           | Cluett      |
| Arthur Hoyt            | Ives        |
| Robert Emmett O'Connor | inspecteur  |